# Chorizanthe mutabilis
Chorizanthe mutabilis är en slideväxtart som beskrevs av T. S. Brandeg.. Chorizanthe mutabilis ingår i släktet Chorizanthe och familjen slideväxter. Inga underarter finns listade i Catalogue of Life.